# Hotel Transilvania (franciză)
Hotel Transilvania (în engleză Hotel Transylvania) este o franciză media de animație americană creată de scenaristul de comedie Todd Durham și produsă de Sony Pictures Animation. Este alcătuită din patru filme, trei scurtmetraje, un serial de televiziune animat în flash și o mulțime de jocuri video. Filmele au o distribuție de ansamblu, condusă de obicei de Selena Gomez, Andy Samberg, Steve Buscemi, David Spade, Fran Drescher și Molly Shannon alături de alții.
Primul film, Hotel Transilvania, a fost lansat în septembrie 2012, cu două continuări, Hotel Transilvania 2 și Hotel Transilvania 3: Monștrii în vacanță, au fost lansate în septembrie 2015 și iulie 2018. Filmele au primit recenzii mixte din partea criticilor dar au încasat peste 1,3 miliarde de $ pe un buget de producție combinat de 245 de milioane de $. Un al patrulea și ultim film, Hotel Transilvania: Transformania, a fost lansat pe 14 ianuarie 2022 pe Amazon Prime Video.
Seria urmărește aventurile monștrilor care stau în titularul Hotel Transilvania, un loc unde monștrii se pot relaxa și fugi de oameni din frică de persecuție. Majoritatea monștrilor sunt bazați pe sau sunt parodii ale personajelor Universal Monsters.

## Origine
Scenaristul de comedie Todd Durham a venit cu conceptul pentru Hotel Transilvania și l-a adus la Sony Pictures Animation.

## Filme
| Film                                      | Premiera           | Regia                           | Scenariul                                          | Povestea                                  | Producători           | Distribuitor            |
| ----------------------------------------- | ------------------ | ------------------------------- | -------------------------------------------------- | ----------------------------------------- | --------------------- | ----------------------- |
| Hotel Transilvania                        | 28 septembrie 2012 | Genndy Tartakovsky              | Peter Baynham și Robert Smigel                     | Todd Durham, Kevin Hageman și Dan Hageman | Michelle Murdocca     | Sony Pictures Releasing |
| Hotel Transilvania 2                      | 25 septembrie 2015 | Genndy Tartakovsky              | Peter Smigel și Adam Sandler                       | Peter Smigel și Adam Sandler              | Michelle Murdocca     | Sony Pictures Releasing |
| Hotel Transilvania 3: Monștrii în vacanță | 13 iulie 2018      | Genndy Tartakovsky              | Genndy Tartakovsky și Michael McCullers            | Genndy Tartakovsky și Michael McCullers   | Michelle Murdocca     | Sony Pictures Releasing |
| Hotel Transilvania: Transformania         | 14 ianuarie 2022   | Derek Drymon și Jennifer Kluska | Amos Vernon, Nunzio Randazzo și Genndy Tartakovsky | Genndy Tartakovsky                        | Alice Dewey Goldstone | Amazon Studios          |

## Scurtmetraje
| Film               | Premiera          | Regia                           | Scenariul          | Povestea           | Producători       |
| ------------------ | ----------------- | ------------------------------- | ------------------ | ------------------ | ----------------- |
| Goodnight Mr. Foot | 26 octombrie 2012 | Genndy Tartakovsky              | Genndy Tartakovsky | Genndy Tartakovsky | Michelle Murdocca |
| Puppy!             | 28 iulie 2017     | Genndy Tartakovsky              | Genndy Tartakovsky | Genndy Tartakovsky | Michelle Murdocca |
| Monster Pets       | 3 aprilie 2021    | Jennifer Kluska și Derek Drymon | Jennifer Kluska    | Jennifer Kluska    | Christian Roebel  |

## Seriale
| Serial                       | Sezoane | Episoade            | Lansare originală | Lansare originală | Lansare originală                                |
| Serial                       | Sezoane | Episoade            | Premiera          | Finalul           | Canal                                            |
| ---------------------------- | ------- | ------------------- | ----------------- | ----------------- | ------------------------------------------------ |
| Hotel Transilvania: Serialul | 2       | 52 (97 de segmente) | 25 iunie 2017     | 29 octombrie 2020 | Disney Channel (Statele Unite) Teletoon (Canada) |
| Motel Transylvania           | VFA     | VFA                 | 2025              | VFA               | Netflix                                          |

## Jocuri video
- Hotel Transylvania Social Game (2012)
- Hotel Transylvania (2012)
- Hotel Transylvania Dash (2012)
- Hotel Transylvania BooClips Deluxe (2012)
- Hotel Transylvania 3 Monsters Overboard (2018)
- Hotel Transylvania: Scary-Tale Adventures (2022)